# El Cerro
El Cerro – gmina w Hiszpanii, w prowincji Salamanka, w Kastylii i León, o powierzchni 25,86 km². W 2011 roku gmina liczyła 460 mieszkańców.